# Gianfranco Contri
Gianfranco Contri (* 27. April 1970 in Bologna) ist ein ehemaliger italienischer Radrennfahrer.
1991 wurde Gianfranco Contri in Stuttgart Weltmeister im Mannschaftszeitfahren, gemeinsam mit Flavio Anastasia, Luca Colombo und Andrea Peron. Im Jahr darauf errang er gemeinsam  mit denselben Fahrern bei den Olympischen Spielen in Barcelona die Silbermedaille im Mannschaftszeitfahren; er selbst wurde italienischer Meister im Einzelzeitfahren. Zweimal gewann er das Rennen Duo Normand, 1992 mit Colombo und 1994 mit Cristian Salvato.
1993 (mit Salvato, Rosario Fina und Rossano Brasi) und 1994 (mit Colombo, Salvato und Dario Andriotto) wurde Contri ein zweites und drittes Mal Weltmeister im Mannschaftszeitfahren  Ebenfalls 1994 belegte er den dritten Platz in der Gesamtwertung der Olympia’s Tour. 1995 wurde er Militär-Vizeweltmeister im Einzelzeitfahren. 1996 belegte er abermals den dritten Platz bei der Olympia’s Tour, nachdem er auch eine Etappe gewonnen hatte. 1995 und 1997 wurde er auch italienischer Meister in der Mannschaftsverfolgung.